# 行政院中部聯合服務中心

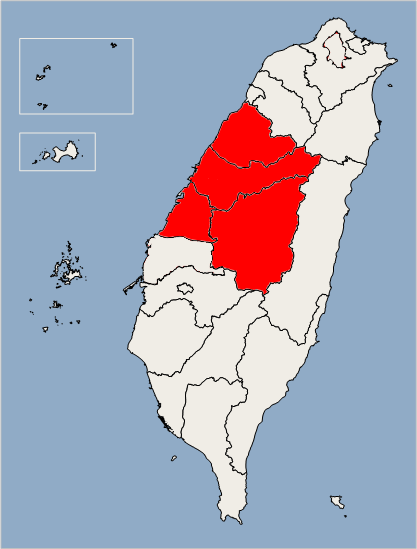
中服中心服務範圍

行政院中部聯合服務中心（簡稱中服中心），是中華民國行政院設立在現址臺中市黎明新村的聯合服務中心，於2003年5月14日成立，中服中心主要代替行政院本部，以單一窗口之方式加強服務中部地區民眾、促進區域均衡發展及協調地方重要建設，協調地方重大建設事項之推動，中服中心定位以「服務」、「協調」為主，各事項涉及決策部份仍應循行政程序，由各主管機關或提報行政院中央決定。中心主任為名義上的負責人，實際上由執行長運作中心事務，

## 建制單位

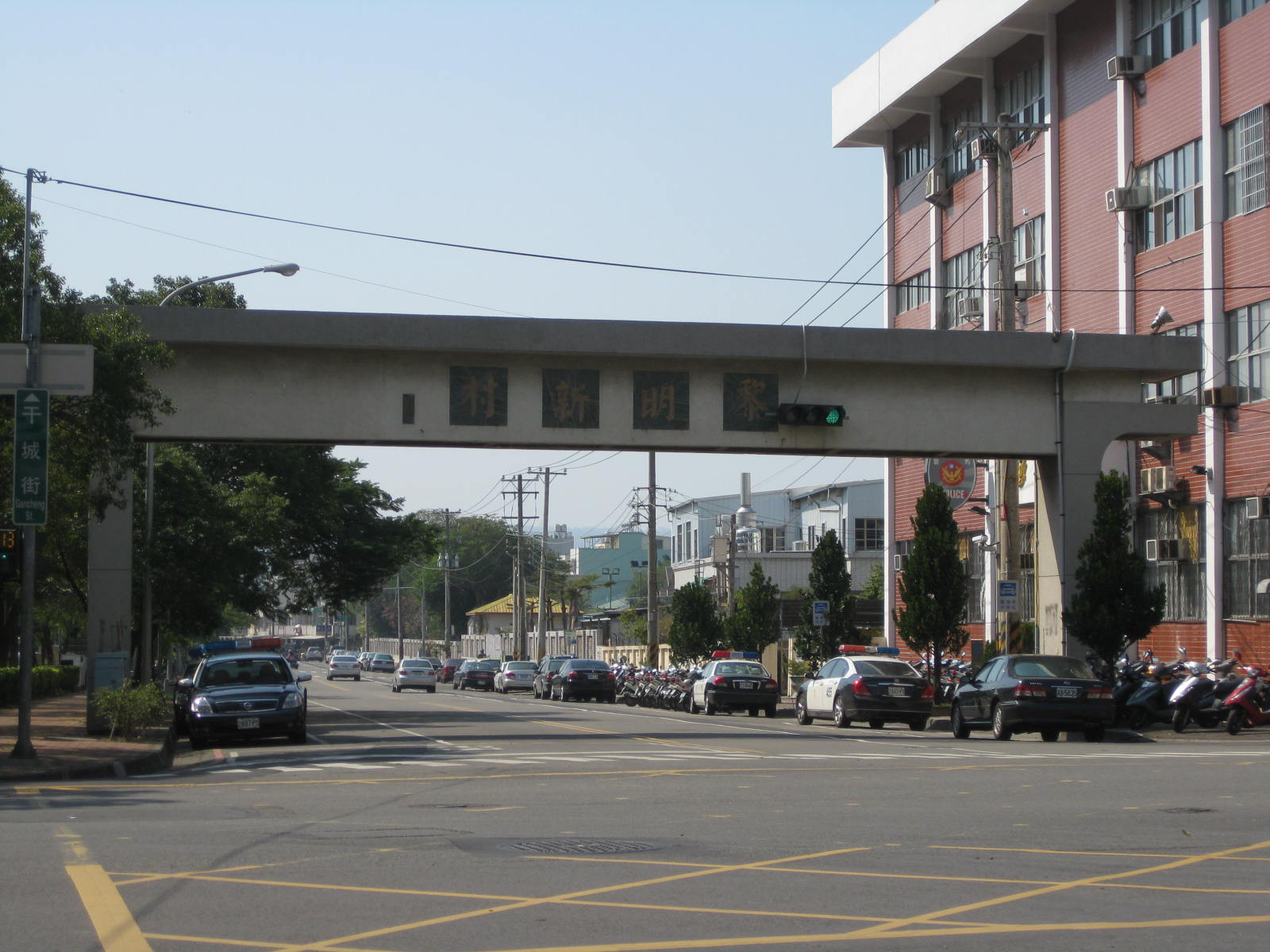
中部聯合服務中心座落於黎明新村

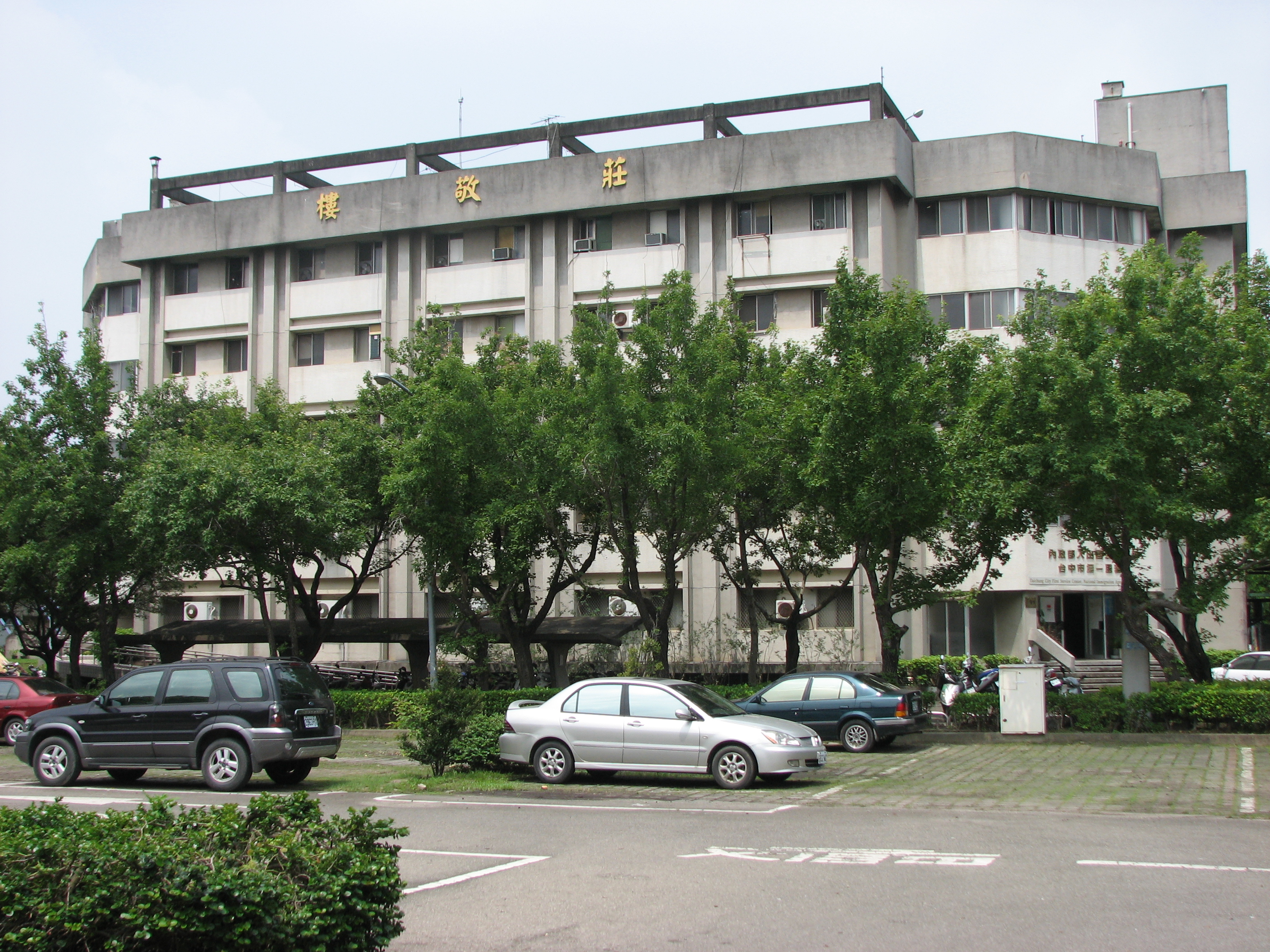
中部聯合服務中心莊敬樓

### 合署辦公建置單位
- 內政部中部辦公室
- 內政部土地重劃工程處
- 內政部國土測繪中心
- 外交部中部辦事處
- 衛生福利部社會及家庭署臺中辦公室
- 經濟部中小及新創企業署中區服務處
- 經濟部智慧財產局台中服務處
- 經濟部產業發展署中部服務處
- 交通部觀光署旅遊服務中心臺中服務處
- 經濟部水利署
- 環境部環境管理署
- 環境部環境管理署中區環境管理中心
- 勞動部勞動力發展署技能檢定中心
- 勞動部職業安全衛生署中區職業安全衛生中心
- 財團法人海峽交流基金會中區服務處
- 行政院新聞傳播處地方新聞科

| 單位名                                   | 地址                 | 電話                   |
| ---------------------------------------- | -------------------- | ---------------------- |
| 內政部中部辦公室                         | 黎明路2段503號2-3樓  | 1996                   |
| 內政部土地重劃工程處                     | 黎明路2段503號4樓    | 04-22524985            |
| 內政部國土測繪中心                       | 黎明路2段497號4樓    | 04-22522966            |
| 外交部中部辦事處                         | 黎明路2段503號1樓    | 04-22510799            |
| 衛生福利部社會及家庭署                   | 黎明路2段503號6樓    | 04-22502850            |
| 經濟部中小及新創企業署中區服務處         | 黎明路2段503號7樓    | 04-22521111            |
| 經濟部智慧財產局台中服務處               | 黎明路2段503號7樓    | 04-22513761            |
| 經濟部產業發展署中部服務處               | 黎明路2段503號7樓    | 04-22513839(#233、234) |
| 交通部觀光署旅遊服務中心臺中服務處       | 干城街95號（自強樓） | 04-22540809            |
| 經濟部水利署                             | 黎明路2段501號       | 04-22501250            |
| 環境部環境管理署                         | 黎明路2段497號       | 04-22521718            |
| 環境部環境管理署中區環境管理中心         | 黎明路2段497號       | 04-22553349            |
| 勞動部勞動力發展署技能檢定中心           | 黎明路2段501號6樓    | 04-22595700            |
| 勞動部職業安全衛生署中區職業安全衛生中心 | 黎明路2段501號7樓    | 04-22550633            |
| 財團法人海峽交流基金會中區服務處         | 干城街95號           | 04-22548108            |
| 行政院新聞傳播處地方新聞科               | 黎明路2段503號8樓    | 04-22513839            |

### 聯合服務任務編組單位
- 跨域整合協調(內政組)[4]
- 農業加值發展(農業組)[5]
- 交通觀光業務(交通組)[6]
- 財稅關務服務(財政組)[7]
- 國軍為民服務(國防組)[8]
- 教育便民服務(教育組)[9]
- 保障原民權益(原住民組)[10]
- 客家事務發揚(客家組)[11]
- 衛生福利業務(衛福組)[12]
- 多元文化呈現(文化組)[13]

## 歷任首長

### 主任
| 任別 | 姓名   | 就職時間       | 卸任時間       | 備註                           |
| ---- | ------ | -------------- | -------------- | ------------------------------ |
| 1    | 林信義 | 2003年5月14日  | 2004年5月20日  | 行政院副院長兼任               |
| 2    | 葉菊蘭 | 2004年5月20日  | 2005年2月1日   | 行政院副院長兼任               |
| 3    | 吳榮義 | 2005年2月21日  | 2006年1月25日  | 行政院副院長兼任               |
| 4    | 何美玥 | 2006年2月21日  | 2007年5月20日  | 經建會主委、行政院政務委員兼任 |
| 5    | 林錫耀 | 2007年5月21日  | 2008年5月20日  | 行政院政務委員兼任             |
| 6    | 蔡勳雄 | 2008年5月21日  | 2010年2月24日  | 行政院政務委員兼任             |
| 7    | 林政則 | 2010年2月25日  | 2015年4月30日  | 行政院政務委員兼任             |
| 8    | 蕭家淇 | 2015年5月1日   | 2016年5月20日  | 行政院政務委員兼任             |
| 9    | 許璋瑤 | 2016年5月20日  | 2017年9月8日   | 行政院政務委員兼任             |
| 10   | 卓榮泰 | 2017年9月8日   | 2018年12月28日 | 行政院秘書長兼任               |
| 代理 | 何佩珊 | 2018年12月29日 | 2019年1月13日  | 行政院副秘書長兼任             |
| 11   | 李孟諺 | 2019年1月14日  | 2024年5月19日  | 行政院秘書長兼任               |
| 12   | 龔明鑫 | 2024年5月20日  | 現任           | 行政院秘書長兼任               |

### 執行長
| 任別 | 姓名   | 就職時間      | 卸任時間      | 備註                           |
| ---- | ------ | ------------- | ------------- | ------------------------------ |
| 1    | 廖永來 | 2003年5月14日 | 2005年8月14日 | 臺灣省政府委員兼任             |
| 2    | 林豐喜 | 2005年8月29日 | 2008年5月20日 | 臺灣省政府委員、行政院顧問兼任 |
| 3    | 陳志彬 | 2008年6月3日  | 2009年3月16日 |                                |
| 4    | 侯惠仙 | 2009年3月17日 | 2012年9月30日 |                                |
| 5    | 唐國泰 | 2012年10月1日 | 2014年6月15日 |                                |
| 6    | 侯惠仙 | 2014年6月16日 | 2016年5月20日 |                                |
| 7    | 方昇茂 | 2016年5月20日 | 2020年2月6日  |                                |
| 8    | 蔡培慧 | 2020年4月1日  | 2022年3月29日 |                                |
| 9    | 徐定禎 | 2023年3月30日 | 2024年5月19日 |                                |
| 10   | 莊競程 | 2024年5月20日 | 2025年7月8日  |                                |

## 外部連結
- 行政院中部聯合服務中心 （页面存档备份，存于）
- 行政院中部聯合服務中心的Facebook專頁
- 交通指南 （页面存档备份，存于）